# Delianuova
Delianuova è un comune italiano di 3 040 abitanti della città metropolitana di Reggio Calabria in Calabria e paese della Pietra Verde.

## Geografia fisica

### Territorio
L'abitato è situato alle pendici dell'Aspromonte, ad un'altitudine che varia tra i 600 e gli 800 m s.l.m. L'ambiente circostante è caratterizzato da estesi uliveti (fino a 600 m di quota) che sono l'elemento trainante dell'economia del paese. Man mano che si sale di quota troviamo castagni e leccio (fino a 1100 metri). A circa 9 chilometri dall'abitato di Delianuova, immersa tra spettacolari boschi di pino laricio, vi è la località Carmelia (1324 m s.l.m.), meta molto ambita dai deliesi (e non solo) per sfuggire alla calura dei giorni estivi più caldi o semplicemente per fare una scampagnata.
A partire dai 1400 metri il pino laricio lascia spazio al faggio e all'abete bianco.
Nei vicini boschi di castagno, leccio e faggio crescono, soprattutto nel periodo autunnale, funghi molto pregiati come i porcini (boletus edulis) e gli ovoli (amanita caesarea).

### Clima
A causa dell'altitudine e della distanza dal mare Delianuova presenta un clima di tipo appenninico con estati fresche le cui temperature massime superano i 25 °C solo quando soffiano venti caldi come lo Scirocco; gli inverni sono rigidi e presentano occasionali fenomeni nevosi, anche con accumuli notevoli (40 centimetri caddero nella notte tra il 14 e il 15 febbraio 2009); non sono rare giornate di gelo con temperature sotto lo zero quando ci sono discese di aria fredda polare.
Le precipitazioni si concentrano da ottobre a marzo, ma non sono rari temporali estivi specialmente durante le ore più calde della giornata. La temperatura media di Delianuova è 14,2 °C.
| Delianuova (1961-2016) | Mesi              | Mesi              | Mesi              | Mesi              | Mesi              | Mesi                           | Mesi              | Mesi              | Mesi              | Mesi                          | Mesi              | Mesi              | Stagioni | Stagioni | Stagioni | Stagioni | Anno |
| Delianuova (1961-2016) | Gen               | Feb               | Mar               | Apr               | Mag               | Giu                            | Lug               | Ago               | Set               | Ott                           | Nov               | Dic               | Inv      | Pri      | Est      | Aut      | Anno |
| ---------------------- | ----------------- | ----------------- | ----------------- | ----------------- | ----------------- | ------------------------------ | ----------------- | ----------------- | ----------------- | ----------------------------- | ----------------- | ----------------- | -------- | -------- | -------- | -------- | ---- |
| T. max. media (°C)     | 13,8              | 14,0              | 14,9              | 21,7              | 22,6              | 26,5                           | 29,4              | 28,9              | 27,2              | 24,2                          | 21,2              | 15,2              | 14,3     | 19,7     | 28,3     | 24,2     | 21,6 |
| T. min. media (°C)     | 7,2               | 7,3               | 7,8               | 13,3              | 15,1              | 18,1                           | 22,1              | 21,8              | 19,0              | 16,2                          | 13,6              | 8,4               | 7,6      | 12,1     | 20,7     | 16,3     | 14,2 |
| T. max. assoluta (°C)  | 24,6 (29/01/1979) | 25,2 (26/02/1977) | 26,6 (24/03/2001) | 33,2 (09/04/1985) | 33,5 (06/05/1988) | 40,1 (25/06/1982 e 25/06/2007) | 42,1 (09/07/1988) | 41,8 (10/08/1999) | 40,3 (06/09/1975) | 37,6 (26/10/1999)             | 31,1 (07/11/1968) | 26,5 (17/12/1989) | 26,5     | 33,5     | 42,1     | 40,3     | 42,1 |
| T. min. assoluta (°C)  | −2,4 (08/01/1981) | −3,2 (09/02/2015) | −1,8 (10/03/2005) | 2,1 (08/04/2003)  | 6,6 (16/05/2014)  | 10,2 (08/06/2006)              | 14,2 (06/07/2013) | 14,1 (18/08/2014) | 10,8 (27/09/1977) | 8,0 (31/10/1997 e 30/10/2007) | 3,6 (25/11/2013)  | −3,0 (31/12/2014) | −3,2     | −1,8     | 10,2     | 3,6      | −3,2 |

## Storia
Nasce ufficialmente il 27 gennaio del 1878 per volontà di Re Umberto I, il quale decretò, in tale data, la conurbazione di due piccoli comuni preesistenti: Paracorio e Pedavoli. 
Di essi, come piccoli villaggi si ha notizia già dal 1050, in alcuni documenti della Curia Vescovile di Oppido-Palmi (allora grecanica, di Agia-Agathè), conservati presso l'archivio Vaticano. Anche le origini dei due comuni sono diverse. 
La tradizione vuole Paracorio discendere dall'antica Delia, città greca della costa ionica meridionale, distrutta dai Saraceni nel IX secolo.
Paracorio era noto come Perachorio (Περαχώριον), che in greco vuol dire "paese al di là dalle montagne"; Pedavoli invece era noto in antichità come Dapidalbon (Δαπίδαλβον) probabilmente di origine tirrenica.

### Simboli
Lo stemma e il gonfalone sono stati concessi con decreto del presidente della Repubblica del 23 novembre 1998.
Il gonfalone è un drappo partito di rosso e di giallo.

## Monumenti e luoghi d'interesse

### La 'Pietra Verde'
Delianuova è nota per la lavorazione del serpentino, localmente conosciuta come "pietra verde". Questa risorsa naturale ha segnato profondamente il patrimonio architettonico e artistico del paese.
L'estrazione del serpentino avveniva da una cava sita in contrada "Cotripa", dismessa nel 1933. La lavorazione della pietra ha radici antiche, risalenti all'epoca basiliana, ma ha conosciuto il suo periodo di maggiore splendore a partire dalla seconda metà del XVIII secolo. In questo periodo, l'arrivo di maestranze specializzate, in particolare scalpellini di scuola siciliana, ha permesso di elevare la qualità delle opere realizzate.
Grazie a questa tradizione artigianale, Delianuova si è arricchita di numerosi manufatti di pregio, tra cui portali scolpiti, mensole e fontane. 

Fontana con maschera apotropaica in pietra verde, sita in Delianuova databile 1768.

Il 9 Agosto 2025 è stata inaugurata la 'Via della Pietra Verde', un percorso che permette di visitare, passeggiando per le vie del paese, tutte le opere realizzate dai maestri scalpellini. Si contano 17 portali, 3 fontane, diverse mensole di balconi e due scalinate interamente realizzate in pietra verde. Il portale più antico è quello di Casa Faraone, databile intorno al XVII secolo; degna di nota anche la Fontana con Mascherone, datata 1768, l'unica delle 4 fontane di Pedavoli sopravvissuta al terremoto del 1783.

### Architetture Religiose

#### Ruderi del Monastero di Santa Marina
I ruderi del convento di Santa Marina, di origine basiliana, si trovano su una collinetta che sovrasta l'abitato di Delianuova. Fu forse grangia del convento di San Bartolomeo di Sant’Eufemia d’Aspromonte, abbandonato già da qualche anno prima del terremoto del 1783. 
L’ingresso segnato dalla croce, portava a un locale dedito al culto al quale sono stati asportati pezzo dopo pezzo gli intonaci caratterizzati da una iconografia murale e dall’intenso cromatismo. Recenti scavi hanno evidenziato la presenza nel sito di tantissimi resti vitrei di bottiglie e bicchieri, conservati oggi nel museo di Reggio Calabria, tanto da far pensare a una piccola attività manifatturiera del vetro.

#### Chiesa di San Nicola

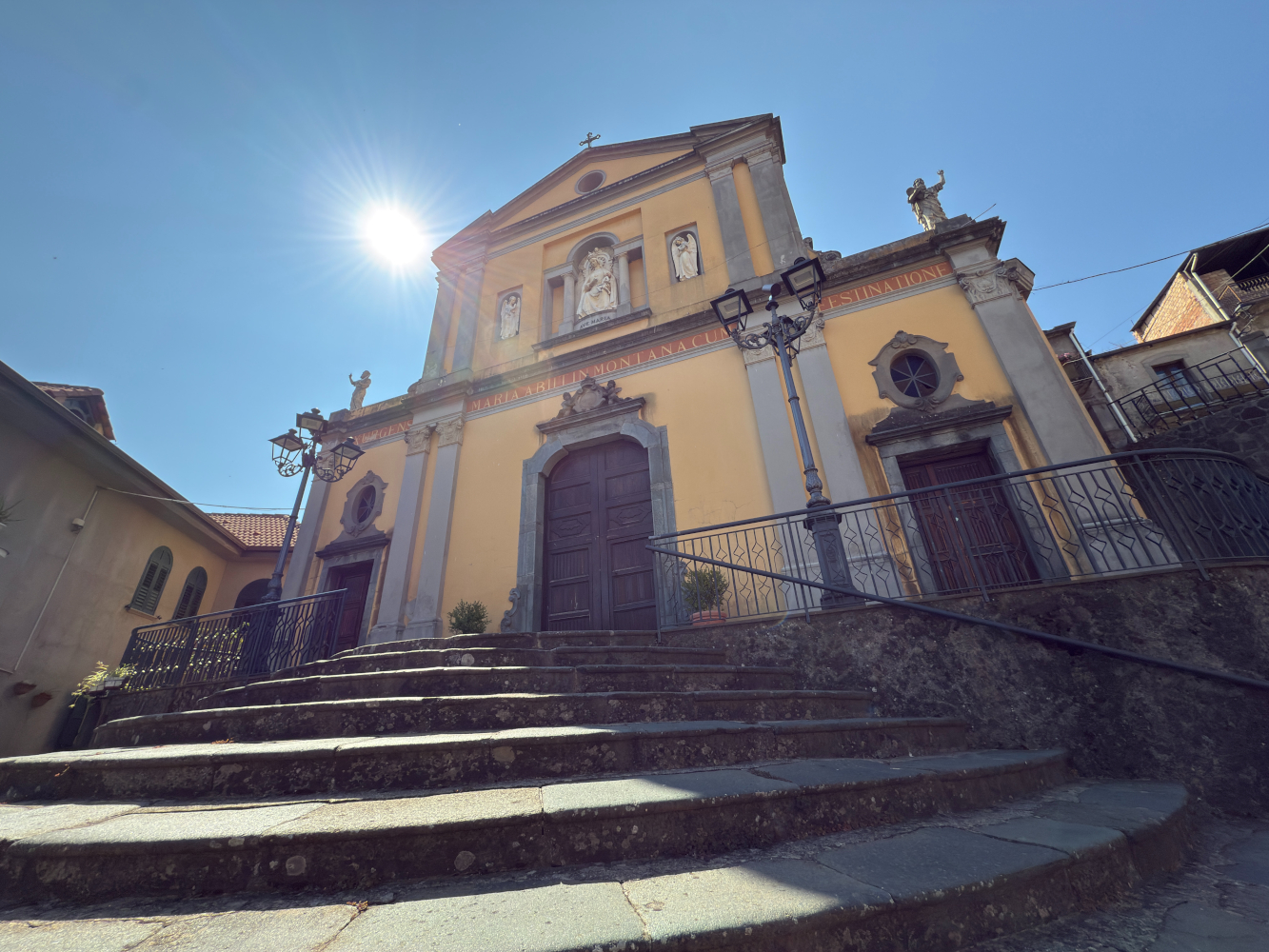
Chiesa di San Nicola a Delianuova

E' un edificio cultuale eretto nel XVII secolo in forma pseudo rinascimentale, la cui facciata è stata di recente abbellita da due state, opera dello scultore locale Domenico Papalia, raffiguranti Sant'Elia e Mosè. L'interno è decorato a stucchi ed è possibile osservare il soffitto in legno intarsiato, a cassettoni, con pannello centrale ottocentesco, figurato a altorilievo. E' la chiesa principale di Pedavoli.
Nel retro dell'altare maggiore è custodito un portacero pasquale, ricavato da una colonnina marmorea con capitello decorato a motivi bizantineggianti con una base in pietra verde, ascrivibile al XII secolo.

#### Chiesa di Sant'Elia
E' una chiesa dalle dimensioni e decorazioni modeste, in cima a una collinetta dell'abitato di Pedavoli. L'edificio ha una pianta longitudinale, con tre navate e un'abside semicircolare. La facciata a capanna presenta un avancorpo che funge da protiro. A sinistra della facciata si trova un campanile a pianta quadrata.

#### Chiesa di Maria SS. Assunta
La chiesa dell’Assunta fu ricostruita dopo il terremoto del 1895, in unica navata. Monumentale e degno di nota è il portone in legno di castagno intagliato, opera di artigiani locali (famiglia Caminiti), datato originariamente 1912, rappresenta scene di vita mariana. E' la chiesa principale di Paracorio.
All’interno due dipinti, in tempera su tela, di Raffaele Angelo Musitano, datati 1854 e 1906.

#### Chiesetta Maria Santissima della Salute
La Chiesetta di Maria Santissima della Salute si trova a circa 1300 metri di altitudine, immersa nei Piani di Carmelia, nel comune di Delianuova. La sua festa si celebra l'ultima domenica di agosto.

## Società

### Evoluzione demografica
Abitanti censiti

### Religione
La religione più diffusa è quella cattolica di rito romano. Il comune fa parte della diocesi di Oppido Mamertina-Palmi e del vicariato di Oppido Mamertina-Taurianova. Il territorio comunale è attualmente suddiviso in due parrocchie, quella intitolata a Maria Santissima Assunta e quella dedicata a San Nicola.

### Tradizioni e folclore
Sono numerose le tradizioni di Delianuova, soprattutto legate a festeggiamenti religiosi. La più importante di esse è la festa di Maria Santissima Assunta, celebrata il 15 agosto con solenne processione della statua della Vergine per le vie del paese. L'elenco completo delle celebrazioni cattoliche che vengono svolte durante l'anno, nel territorio comunale, è il seguente:
- Festa di San Giuseppe, 19 marzo;[11]
- Festa di Sant'Elia, ultima domenica di luglio;[12]
- Festa di Maria Santissima delle Grazie, ultima domenica di luglio;[12]
- Festa di Maria Santissima Assunta, 15 agosto;[12]
- Festa di Maria Santissima della Salute, ultima domenica di agosto, nella frazione Piani di Carmelia;[11]
- Festa di San Nicola, 6 dicembre.[13]

## Infrastrutture e trasporti
Il comune è attraversato dalla ex strada Statale 112 d'Aspromonte e dalla strada statale 183 Aspromonte-Jonio.

## Amministrazione
| Periodo           | Periodo          | Primo cittadino                                       | Partito                | Carica                    | Note                 |
| ----------------- | ---------------- | ----------------------------------------------------- | ---------------------- | ------------------------- | -------------------- |
| 28 giugno 1988    | 10 maggio 1991   | Rocco Corigliano                                      | Democrazia Cristiana   | Sindaco                   | [ 14 ]               |
| 30 settembre 1991 | 29 ottobre 1991  | Barbaro Crea Dieni                                    |                        | Commissario straordinario | [ 15 ]               |
| 29 ottobre 1991   | 22 novembre 1993 | Barbaro Crea Marcianò                                 |                        | Commissario straordinario | [ 16 ]               |
| 1 dicembre 1993   | 17 ottobre 1995  | Giuseppe Guadagnino                                   | Indipendente           | Sindaco                   | [ 17 ] [ 18 ]        |
| 2 dicembre 1995   | 13 dicembre 1995 | Felice Iracà                                          |                        | Commissario prefettizio   | [ 19 ]               |
| 13 dicembre 1995  | 10 giugno 1996   | Felice Iracà                                          |                        | Commissario straordinario | [ 20 ]               |
| 10 giugno 1996    | 17 aprile 2000   | Domenico Licastro                                     | Lista civica di centro | Sindaco                   | [ 21 ]               |
| 17 aprile 2000    | 5 aprile 2005    | Domenico Licastro                                     | Lista civica di centro | Sindaco                   | [ 22 ]               |
| 5 aprile 2005     | 30 marzo 2010    | Rocco Corigliano                                      | Lista civica di centro | Sindaco                   | [ 23 ]               |
| 30 marzo 2010     | 1 giugno 2015    | Rocco Corigliano                                      | Lista civica           | Sindaco                   | [ 25 ]               |
| 1 giugno 2015     | 21 novembre 2018 | Francesco Rossi                                       | Lista civica           | Sindaco                   | [ 26 ] [ 27 ]        |
| 21 novembre 2018  | 6 ottobre 2021   | Emilio Saverio Buda Antonio Giannelli Cettina Pennisi |                        | Commissari straordinari   | [ 28 ] [ 29 ] [ 30 ] |
| 6 ottobre 2021    | in carica        | Domenico Licastro                                     | Lista civica           | Sindaco                   | [ 32 ]               |

## Sport

### Calcio
La principale società calcistica è l'Associazione Sportiva Dilettantistica Deliese, il colore della squadra è l'amaranto. Milita in Promozione Calabria.